# Naučná stezka Pohansko

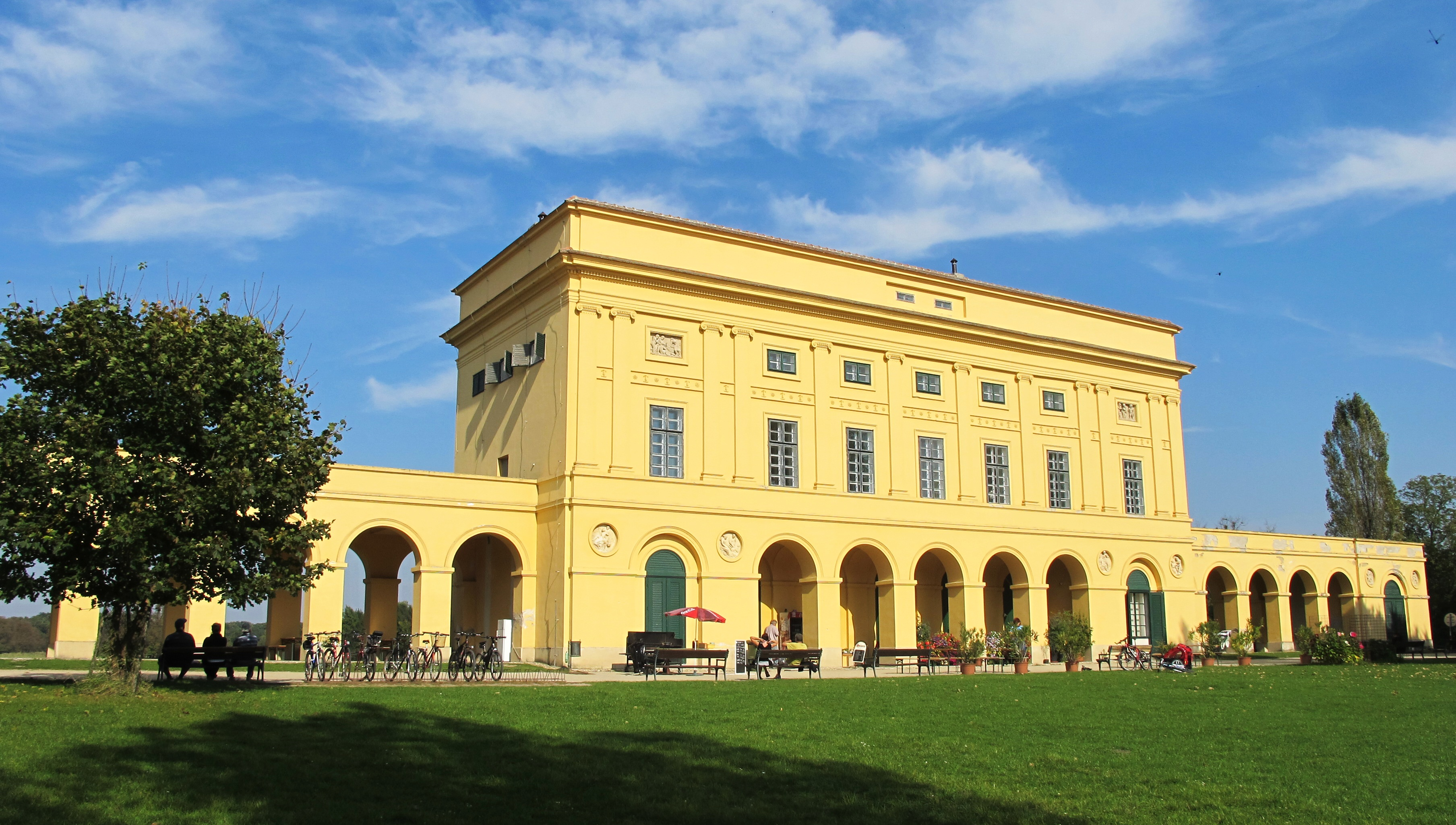
Lovecký zámeček Pohansko

Naučná stezka Pohansko (též Naučná stezka Břeclav – Pohansko – Lány) je naučná stezka spojující Břeclav se zámečkem Lány v oboře Soutok. Její celková délka je 7 km a na trase se nachází 15 zastavení na 23 panelech.

## Vedení trasy
Naučná stezka začíná na okraji Břeclavi u parkoviště u zahrádkářské kolonie v ulici K Pohansku. Odtud pokračuje pod železniční tratí a po zelené turistické značce po asfaltové cestě oborou Soutok k loveckému zámečku Pohansku a stejnojmennému hradišti. Tady je možné si udělat po zelené značce odbočku doprava k Muzeu Československého opevnění. NS pokračuje po asfaltce doleva dále oborou Soutok přes a okolo některých slepých ramen Dyje až k loveckému zámečku Lány, kde končí.

## Zastavení
1. Billboard Pohansko
2. Severní dráha císaře Ferdinanda
3. Polesí a soutok Obora – současnost
4. Polesí a soutok Obora – minulost
5. Lichtenštejnové – dějiny rodu
6. Pohansko – orientační panel
7. Velkomoravský velmožský dvorec
8. Vlastnický kostel a pohřebiště
9. Mapa oblasti
10. Jižní předhradí
11. Zámeček Pohansko
12. Archeologický výzkum hrobu
13. Rekonstrukce kultovního, obytného a výrobního areálu
14. Staroslovanské svatyně a obřady
15. Staroslovanské pohanství – bohové a démoni
16. Tváří v tvář našim předkům
17. Československá betonová hranice (1935–1938)
18. Výstroj vojáka a výzbroj "řopíku"
19. Pohansko – orientační panel
20. Lesní úzkokolejná železnice
21. Fauna lužního lesa
22. Zámeček Lány
23. Duby
24. Ohlédněte se zpět...
25. Archeologie jako věda